# Protapanteles anchisiades
Protapanteles anchisiades är en stekelart som först beskrevs av Nixon 1973.  Protapanteles anchisiades ingår i släktet Protapanteles och familjen bracksteklar. Arten är reproducerande i Sverige. Inga underarter finns listade i Catalogue of Life.